# Spooneromyces laeticolor
Spooneromyces laeticolor är en svampart som först beskrevs av Petter Adolf Karsten, och fick sitt nu gällande namn av T. Schumach. & J. Moravec 1989. Spooneromyces laeticolor ingår i släktet Spooneromyces och familjen Pyronemataceae.  Arten är reproducerande i Sverige. Inga underarter finns listade i Catalogue of Life.